# 錸德集團
錸德集團（英語：Ritek Group）為臺灣首家成立的光碟製造工廠，也是全球最大的光碟片、可攜式儲存媒體製造商之一。除了本業外，該集團也轉投資於相關產業，其中有5家為上市公司。

## 產品線
光碟片、記憶卡、隨身碟、外接硬碟、記憶體模組、行動電源、太陽能板、LED燈、AMOLED與OLED顯示、ITO導電玻璃、奈米技術產品、生物技術產品、塑膠產品、臭氧應用產品等。

## 旗下子公司
- 錸德科技股份有限公司(臺證所：2349)
- 財團法人錸德文教基金會
- 太陽海科技股份有限公司
- 安可光電股份有限公司（臺證所：3615）
- 鈺德科技股份有限公司（臺證所：3050）
- 鈺權物流股份有限公司
- 博錸科技股份有限公司
- 銓錸光電股份有限公司
- 錸寶科技股份有限公司（臺證所：8104）
- 錸鑽科技股份有限公司
- 華仕德科技股份有限公司

### 海外子公司
- 崑山昆錸貿易有限公司
- 錸洋科技股份有限公司
- 力錸揚州光電有限公司
- 滬錸光電股份有限公司
- Advance Media Inc.
- Conrexx Technology
- Ritrax Corp. Ltd.(U.K.)
- Sunmark Corp. Ltd.
- Chyitek Co. Ltd.
- RME Manufacturing GmbH
- Citrine Group Ltd.
- Glory Days Services Ltd.

## 商標品牌
RiTEK、Ridata、Traxdata、ValuePack (Traxdata)、Conrexx、MyEco、ARITA、CASHIDO等。

## 內部連結
- 錸德科技

## 外部連結
- 錸德集團全球官網 （页面存档备份，存于）
- 錸德台灣官網 （页面存档备份，存于）